# 洋川县 (西魏)
洋川县，中国古县名。
西魏废帝二年（553年）置，治所在今陕西省西乡县。为洋川郡治。隋朝大业三年（607年）废。